# Wonderful Christmastime
Singles de Paul McCartney
Getting Closer
(1979) Coming Up 
(1980)
Wonderful Christmas   time est une chanson de Noël enregistrée en 1979 par Paul McCartney. Elle fut particulièrement populaire au Royaume-Uni et aux États-Unis. Elle a été jouée sur un clavier Sequential Circuits Prophet 5. La pièce instrumentale Rudolph the Red-Nosed Reggae est en face B.

## Parution
Parues en single, les deux faces ont été incluses sur la réédition sur disque compact de l'album Back to the Egg des Wings en 1993 et seule la face A peut désormais être entendue sur la réédition de luxe de McCartney II sortie en 2011.

## Chansons de Noël des ex-Beatles
Les ex-Beatles John Lennon et George Harrison avaient déjà lancés de telles chansons, respectivement, Happy Xmas (War Is Over) en 1971 et Ding Dong, Ding Dong en 1974. Ringo Starr réalisa un album de Noël en 1999 intitulé I Wanna Be Santa Claus. McCartney enregistre une seconde chanson de Noël en 2012, la reprise The Christmas Song (Chestnuts Roasting on an Open Fire) lors des séances de Kisses on the Bottom.

## Reprises
La chanson a été reprise par De La Soul, Jars of Clay, Trance, Jump5, Hilary Duff et Barenaked Ladies.
Le groupe The Shins la reprend pour être publiée sur la compilation Holidays Rule (en) en 2012 qui contient aussi la version de McCartney de The Christmas Song. Elle est également reprise par Kylie Minogue pour la réédition de son album Kylie Christmas (Snow Queen Edition) en duo avec Mika.